# Arantxa Cossío
Arantxa Cossío (Tototlán, Jalisco, 7 de mayo de 2004) es una tenimesista mexicana y la primera mujer de México que clasificó en los Juegos Olímpicos de París 2024 en el tenis de mesa.

## Trayectoria deportiva
La deportista comenzó a entrenar a los 9 años y después de 8 meses de entrenamiento ganó su primer torneo nacional en Pachuca. Después participó en los Panamericanos Sub-11, 13, 15, 18 y 19 y en 2021 ganó el Campeonato Centroamericano. 
En 2022 migró a Austria para aumentar su nivel deportivo en el SU Sparkasse Kufstein.
Durante los JJOO 2024 la deportista olímpica perdió en la ronda de 32.os frente a Sofia Polcanova.

## Palmarés
| Año  | Lugar       | Medalla           | Competición                               |
| ---- | ----------- | ----------------- | ----------------------------------------- |
| 2024 | Lima, Perú  | Medalla de oro    | Preolímpico Panamericano de Tenis de Mesa |
| 2023 | El Salvador | Medalla de bronce | Juegos Centroamericanos San Salvador 2023 |

## Premios y reconocimientos
- En 2024 obtuvo tres preseas en los Nacionales de la Comisión Nacional de Cultura Física y Deporte (CONADE).[9]
- En 2022 se llevó la medalla de oro en los cuatro eventos: dobles, dobles mixtos, equipos e individual.[4]
- En 2021 fue campeona centroamericana en Sub-11, 13, 15 y 18; campeona latinoamericana Sub-15; dos bronces en mundiales Sub-15; campeona centroamericana de mayores y subcampeona panamericana sub-21.[10]